# Antônio Saturnino de Sousa e Oliveira
Antônio Saturnino de Sousa e Oliveira (Rio de Janeiro, 1809 — Lages, 25 de fevereiro de 1877) foi um militar e político brasileiro.
Era filho o comandante de armas da Província de Santa Catarina Aureliano de Sousa e Oliveira e de Francisca Flavia de Proença. Em 13 de janeiro de 1836 casou, na cidade de Lages, com Clara Maria de Sousa.
Foi promovido a major do 4º Corpo de Cavalaria da Guarda Nacional, em Lages, em 6 de dezembro de 1843. Foi reformado como 2º tenente de 1ª linha em 1 de julho de 1851.  
A sua trajetória política esta vinculada à Santa Catarina, diferentemente de seus irmãos Aureliano de Sousa e Oliveira Coutinho (o Visconde de Sepetiba), e de Saturnino de Sousa e Oliveira Coutinho, que tiveram atuações no âmbito nacional já que foram senadores e ministros do Império.
Foi deputado à Assembleia Legislativa Provincial de Santa Catarina na 8ª legislatura (1850 — 1851), e na 11ª legislatura (1856 — 1857).